# Wassersynthese im Weltraum

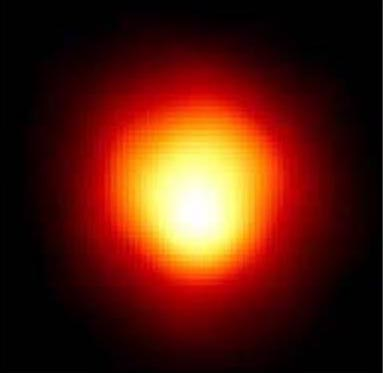
Über dem Stern Beteigeuze wird Wasser synthetisiert.

Unter den Bedingungen des Weltraums kann Wasser nur mit Schwierigkeiten synthetisiert werden. Im Hochvakuum treffen sich die nötigen Wasserstoff- und Sauerstoffatome nur extrem selten. Dadurch werden chemische Reaktionen sehr unwahrscheinlich. Außerdem würde die Strahlung der Sterne die Moleküle wieder zersetzen. Sie ionisiert ohnehin Atome, so dass Synthesen von vornherein nicht stattfinden können.
Dennoch wurden viele Wasservorkommen im Weltraum entdeckt. Als feine Eispartikel oder als Wasserdampf werden sie im interstellaren Raum gefunden. Demnach sollten Möglichkeiten existieren, mit denen Wasser selbst weit entfernt von Planeten und Monden synthetisiert werden kann. Große Bedeutung haben dabei dreiatomige Wasserstoff-Ionen, interstellarer Staub und interplanetarer Staub. Die dreiatomigen Wasserstoff-Ionen entstehen durch ultraviolette Strahlung und reagieren anschließend mit Sauerstoffatomen, so dass sich nach weiteren Zwischenschritten Wassermoleküle bilden können. Interstellarer Staub schirmt hingegen wirksam Sternenlicht ab und bewahrt dadurch Moleküle vor Zersetzung. Er bietet weiterhin Reaktionsoberflächen, die Wassersynthesen begünstigen. Interplanetarer Staub schließlich bildet Wasser, wenn er von Sternwinden getroffen wird. Hier reagieren die Wasserstoff-Atomkerne der Sternwinde mit Sauerstoffatomen aus dem Staub.
Darüber hinaus wird Wasser in den Atmosphären von Sternen synthetisiert, solange die Umgebungstemperatur nicht heißer als ungefähr 3800 K ist. Die dort ablaufenden Synthesewege sind bislang weitgehend unerforscht.

## Herkunft von Wasserstoff und Sauerstoff
Wasser besteht aus Wasserstoff und Sauerstoff, dem häufigsten und dem dritthäufigsten chemischen Element des Universums. Wasserstoff formte sich im Zuge des Urknalls. Sauerstoff entstand erst während bestimmter Nukleosynthesen im Inneren von Sternen. Später wurde er durch starke Sternwinde von roten Riesensternen und von Supernovae in den Weltraum geschleudert. Dort vermischte er sich mit der übrigen interstellaren Materie.
- siehe Wasserstoffvorkommen im Weltraum
- siehe Sauerstoffvorkommen im Weltraum

Der älteste bekannte und heute noch existierende Stern besteht seit 13,6 Milliarden Jahren und heißt SMSS J031300.36-670839.3. Der Stern entstand nur 220 Millionen Jahre nach dem Urknall, der gemäß der gängigen Interpretation der Daten des Planck-Weltraumteleskops vor 13,82 Milliarden Jahren stattgefunden hat. Das Material, aus dem sich SMSS J031300.36-670839.3 formte, enthielt bereits Sauerstoff. Jener Sauerstoff stammte wahrscheinlich aus einem sehr kurzlebigen Vorläuferstern von 60-facher Sonnenmasse und wurde vor allem bei dessen Supernova ausgestoßen. Somit sind beide Atomsorten zur Wassersynthese seit mindestens 13,6 Milliarden Jahren im Weltraum vorhanden.

## Bedingungen im freien Weltraum
Im freien Weltraum können normalerweise keine Wassermoleküle synthetisiert werden. Die Leere weist ein Hochvakuum auf mit einer Dichte von einem Teilchen pro cm³. Die Wahrscheinlichkeit, dass sich dort Wasserstoff- und Sauerstoffatome zu Wassermolekülen zusammen finden, ist sehr gering.
Außerdem verläuft eine Wassersynthese als exotherme Reaktion. Beispielsweise werden bei der Knallgasreaktion – der Reaktion von atomarem Sauerstoff mit Wasserstoffmolekülen zu Wasserdampf – 491 Kilojoule pro Mol zu thermischer Energie gewandelt. Im Hochvakuum kann die Energie nicht an andere Teilchen abgegeben werden und bleibt als Schwingungsenergie im vollen Umfang im Wassermolekül. Dies lässt es zerreißen.
Jedoch könnten beide Atomsorten ohnehin nicht miteinander reagieren. Es würden ihnen nämlich die nötigen Valenzelektronen fehlen. Dies liegt an den ionisierenden Lichtanteilen, die von Sternen ausgehen. Schon ihr kurzwelliges ultraviolettes Licht liefert jene 13,6 Elektronenvolt, die für die Ionisation von Wasserstoffatomen nötig sind. Wird ein Wasserstoffatom von ionisierender Strahlung getroffen, werden Atomkern und Elektron getrennt. Damit liegt Wasserstoff im freien Weltraum häufig ionisiert vor und kann deshalb nicht für chemische Reaktionen herangezogen werden.

## Wassersynthese in Molekülwolken

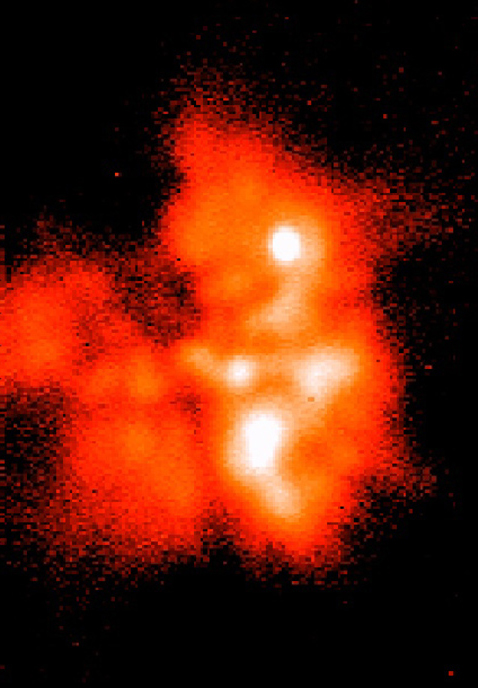
In der Region BN-KL innerhalb des Orionnebels wird Wasser synthetisiert (Infrarot-Aufnahme).

An diversen Orten liegen im Weltraum interstellare Nebel. Eine Sorte der interstellaren Nebel sind die Molekülwolken. In ihnen befinden sich nicht-ionisierte Atome, die namensgebenden Moleküle und viel interstellarer Staub.
Interstellare Staubteilchen entstehen bei Supernovae sowie in den Außenzonen roter Riesensterne und roter Überriesensterne. Darum sind diese Staubteilchen ebenfalls so lange wie das Ausgangsmaterial des Sterns SMSS J031300.36-670839.3 im Universum vorhanden, also seit 13,6 Milliarden Jahren. Außerdem wurde für die Galaxie A1689-zD1 schon fast so viel Staub belegt, wie er heute innerhalb der Milchstraße vorgefunden wird. Das Licht jener Galaxie weist eine Rotverschiebung von ungefähr 7,5 auf. Das bedeutet, dass es 13,1 Milliarden Jahre bis zur Erde unterwegs war. Demzufolge konnten Galaxien schon 720 Millionen Jahre nach dem Urknall große Mengen Staub ansammeln. In der Milchstraße liegen die Molekülwolken – die  Gas-Staub-Wolken – vor allem innerhalb der galaktischen Ebene auf der Innenseite der Spiralarme.
Die Staubteilchen tragen dazu bei, dass sich neutrale Atome und Moleküle bilden können. Obwohl er bloß ein Prozent der Wolkenmasse ausmacht, fungiert der Staub als wirksamer Strahlenschutz. Er schirmt seine Wolke vor einem Großteil des von außen kommenden Sternenlichts ab, inklusive der enthaltenen ultravioletten Strahlung. Die Staubteilchen absorbieren die Strahlung und wandeln sie in langwelliges Infrarotlicht. Infrarotlicht besitzt zu wenig Energie, um ionisieren zu können. Das Infrarotlicht wird nach außen abgegeben. Die Staubteilchen absorbieren auch thermische Energie aus dem Inneren der Wolke und geben sie ebenfalls als Infrarotlicht nach außen ab. Auf diese Weise wirkt der interstellare Staub als wirksame Kühlung. Die Wolke verliert thermische Energie, so dass sie auf eine Temperatur von 5 K abkühlen kann. Dementsprechend wird die Brown’sche Teilchenbewegung der Teilchen innerhalb der Wolke geringer. Dadurch wird die Wolke dichter und schließlich sogar undurchsichtig.
Der interstellare Staub generiert ein strahlengeschütztes, kaltes und dichteres Molekülwolkeninneres. Im Wolkeninneren können Wassermoleküle synthetisiert werden. Für die Synthese wurden drei verschiedene Wege vorgeschlagen.

### Wassersynthese mit dreiatomigen Wasserstoff-Ionen
Ein neutrales Wasserstoffmolekül (H2) driftet aus dem Inneren der Molekülwolke an ihren Rand. Dort wird das Wasserstoffmolekül von ionisierender Strahlung naher Sterne (oder von kosmischer Gammastrahlung) getroffen. Infolgedessen wird aus dem Molekül ein Elektron geschlagen. Es entsteht ein einfach ionisiertes Wasserstoffmolekül (H2+). Dieses einfach positiv geladene Wasserstoffmolekül reagiert mit einem neutralen Wasserstoffatom, das H I genannt wird und in Molekülwolken häufig vorkommt. Aus der Reaktion entsteht ein einfach positiv geladenes, dreiatomiges Wasserstoff-Ion (H3+).
Das dreiatomige Wasserstoff-Ion reagiert mit einem neutralen Sauerstoffatom. Es entsteht ein einfach positiv geladenes Oxonium-Ion (H3O+). Weil am Rand der Molekülwolke laufend Teilchen ionisiert werden, existieren dort viele frei umher fliegende Elektronen. Das Oxonium-Ion fängt ein solches Elektron ein. Es entsteht ein neutrales Rydberg-Radikal (H3O). Die Anlagerung des Elektrons ist allerdings ein stark exothermer Vorgang. Das Rydberg-Radikal beginnt so stark zu schwingen, als ob es auf eine Temperatur von 59727 K erhitzt worden wäre. Die hohe Schwingungsenergie lässt das Rydberg-Radikal instabil werden. Es zerfällt praktisch sofort nach seiner Synthese. Der Zerfall des Rydberg-Radikals geschieht auf drei unterschiedlichen Wegen:
- Mit einer Wahrscheinlichkeit von 71 % zerfällt es zu zwei neutralen Wasserstoffatomen (2 H I) und einem Hydroxyl-Teilchen (OH).
- Mit einer Wahrscheinlichkeit von 12,5 % zerfällt es zu einem neutralen Wasserstoffmolekül (H2) und einem Hydroxyl-Teilchen (OH).
- Mit einer Wahrscheinlichkeit von 16,5 % zerfällt es aber zu einem neutralen Wasserstoffatom (H I) und einem Molekül Wasser (H2O).[20]

Falls das Wassermolekül ins strahlengeschützte Innere der Molekülwolke driften sollte, wird es nicht wieder durch ionisierende Strahlung zerfallen. Auf diese Weise kann sich dort allmählich Wasserdampf sammeln.

### Wassersynthese mit interstellarem Staub

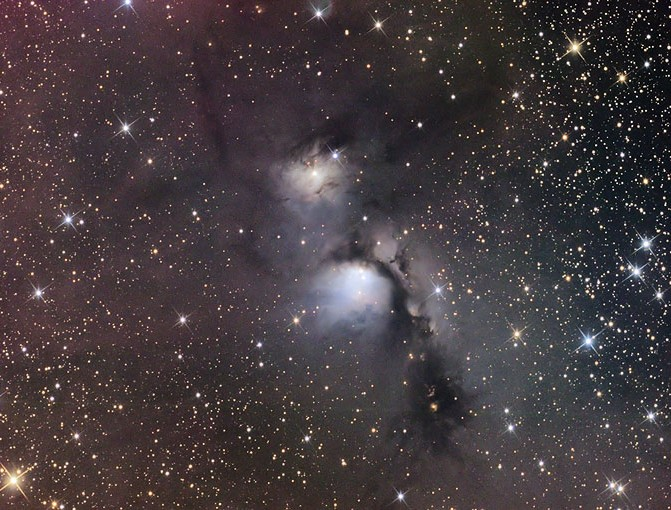
Im Orionnebel ist interstellarer Staub an der Wassersynthese beteiligt.

Obwohl die Teilchendichte im Inneren von Molekülwolken viel höher liegt als im freien Weltraum, ist sie letztlich immer noch sehr gering. Darum wäre auch in den Wolken die Wahrscheinlichkeit nicht sonderlich hoch, dass sich Atome als Reaktionspartner begegnen. Allerdings befindet sich in den Wolken eben auch interstellarer Staub. Dem Staub wächst bei den folgenden beiden Wassersynthesewegen zentrale Bedeutung zu.

#### Wassersynthese mit vorübergehender Lagerung an interstellaren Staub
Während der Drift durch die Molekülwolke sammelt ein interstellares Staubteilchen allmählich andere Teilchen ein. Das liegt daran, dass an seiner kalten Oberfläche Atome und Moleküle haften bleiben. Auch vorbeidriftende, neutrale Wasserstoffatome frieren dort an.
Auf der Staubteilchenoberfläche reagieren zwei Wasserstoffatome zu einem neutralen Wasserstoffmolekül. Die Reaktion verläuft exotherm. Die thermische Energie löst das Wasserstoffmolekül von der Staubteilchenoberfläche. Das Wasserstoffmolekül verdriftet in die Molekülwolke. Dort kann es mit einem Sauerstoffatom in einer exothermen Reaktion zu einem Wassermolekül reagieren.
Falls das neue Wassermolekül anschließend an ein anderes Teilchen der Molekülwolke stößt, kann es seine hohe Schwingungsenergie weitergeben. Dann zerfällt es nicht sofort wieder. Es verbleibt als intaktes Wassermolekül frei in der Molekülwolke. Zusammen mit anderen Wassermolekülen bildet es dünnen Wasserdampf. Die meisten Wassermoleküle frieren aber irgendwann erneut an Staubteilchen fest. Sie werden Teil der Eisschichten, die Staubteilchen ummanteln.

#### Wassersynthese mit ständiger Lagerung an interstellaren Staub
Auch bei diesem Syntheseweg bleiben vorbeidriftende Atome an den kalten Oberflächen der interstellaren Staubteilchen haften. Mit der Zeit sammeln sich Wasserstoffatome an, aber auch Sauerstoffatome frieren fest. Auf der Staubteilchenoberfläche reagieren zwei Wasserstoffatome mit einem Sauerstoffatom zu einem Wassermolekül.
Wie immer läuft die Reaktion der Wassersynthese exotherm ab. In der Regel sollte die frei werdende thermische Energie aber nicht ausreichen, um das neue Wassermolekül in die freie Molekülwolke driften zu lassen. Stattdessen wird die Energie einfach vom Staubteilchen absorbiert. Darum bleiben die entstandenen Wassermoleküle häufig an der Oberfläche des Staubteilchens haften. Dort bilden sie mit der Zeit den Wassereismantel.
Im Vergleich zu den beiden anderen vorgestellten Möglichkeiten verläuft dieser dritte Wassersyntheseweg am effektivsten. Zum einen beträgt die Chance, dass sich Wassermoleküle bilden, nicht nur 16,5 %. Zum anderen sind die Wassermoleküle nicht vom sofortigen Zerfall bedroht, weil sie ihre Schwingungsenergie nicht bloß mit geringer Wahrscheinlichkeit weitergeben können.

## Wassersynthese mit interplanetarem Staub

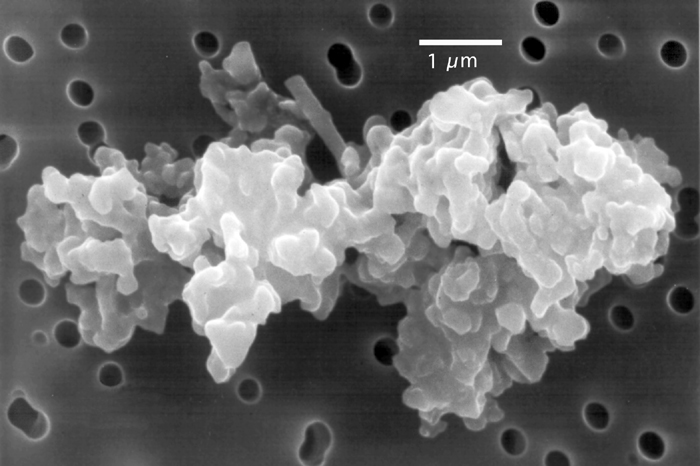
Sternwinde können in interplanetaren Staubteilchen Wasser synthetisieren lassen (EM-Aufnahme).

Interplanetare Staubteilchen können ebenfalls an der Wassersynthese beteiligt sein. Dies geschieht, wenn Staubteilchen von Sternwinden getroffen werden. Sternwinde bestehen weit überwiegend aus Wasserstoff-Atomkernen. Interplanetarer Staub besteht andererseits vor allem aus Silikaten. Die Wasserstoff-Atomkerne der Sternwinde zerlegen die Mineralgitter der Silikate. Infolgedessen werden Sauerstoffatome frei. Ein Sauerstoffatom kann anschließend mit Wasserstoff zu einem Wassermolekül reagieren. Die Wassermoleküle sammeln sich in den Rinden der interplanetaren Staubteilchen.
Durch den gleichen Mechanismus kann Wasser auch an der Oberfläche von Himmelskörpern entstehen, die keine oder nur extrem dünne Atmosphären besitzen. So wird beispielsweise auch der Regolith des Erdmonds mit Wasser angereichert.

## Wassersynthese in Sternatmosphären
In den Atmosphären roter Riesensterne und roter Überriesensterne wird ebenfalls Wasser gebildet. Bei ihnen befindet sich Wasserdampf außerhalb von Photosphäre und Chromosphäre in einer Schicht, die MOLsphäre genannt wird und Temperaturen von ungefähr 1500 K besitzt. Das Material für die MOLsphäre wird von der Sternoberfläche geliefert und steigt wahrscheinlich durch riesige Konvektionszellen und Alfvénwellen auf. Allerdings bleiben noch immer viele Fragen zum Ursprung und zur Synthese des Wassers in MOLsphären ungeklärt.
Weiterhin wurde Wasserdampf über roten Zwergsternen entdeckt. Dort herrschen Temperaturen zwischen 2800 K und 3800 K. Er findet sich auch über den Sonnenflecken der Sonne, wo Temperaturen von ungefähr 3200 K herrschen. Die übrige Oberfläche dieses gelben Zwergsterns ist mit etwa 5800 K zu heiß, um Wassermoleküle bestehen zu lassen. Außer diesen Temperatur-Messwerten ist wenig über die Synthese von Wasser über Sternen bekannt.